# Clavé

Clavé este o comună în departamentul Deux-Sèvres, Franța. În 2009 avea o populație de 330 de locuitori.